# Uzelia dahli
Uzelia dahli är en urinsektsart som först beskrevs av Borner 1903.  Uzelia dahli ingår i släktet Uzelia och familjen Isotomidae. Inga underarter finns listade i Catalogue of Life.